# قلعة نوهشيوار (هشيوار)
قلعة نوهشيوار (بالفارسية: قلعه نوهشیوار) هي قرية تقع في إيران في البلدة المركزية. يقدر عدد سكانها بـ 99 نسمة بحسب إحصاء 2016.